# Tathorhynchus greuteri
Tathorhynchus greuteri är en fjärilsart som beskrevs av Koutsaftikis 1973. Tathorhynchus greuteri ingår i släktet Tathorhynchus och familjen nattflyn. Inga underarter finns listade i Catalogue of Life.